# Liste der Baudenkmale in Neu Boltenhagen
In der Liste der Baudenkmale in Neu Boltenhagen sind alle denkmalgeschützten Bauten der Gemeinde Neu Boltenhagen (Mecklenburg-Vorpommern) und ihrer Ortsteile aufgelistet. Grundlage ist die Veröffentlichung der Denkmalliste des Landkreises Ostvorpommern mit dem Stand vom 30. Dezember 1996. 

## Baudenkmale nach Ortsteilen

### Neu Boltenhagen
| ID | Lage                    | Bezeichnung                | Beschreibung | Bild            |
| -- | ----------------------- | -------------------------- | ------------ | --------------- |
|    | Alte Dorfstraße (Karte) | Pfarrwitwenhaus            |              | Pfarrwitwenhaus |
|    | (Karte)                 | St.-Marien-Kirche          |              | Weitere Bilder  |
|    | (Karte)                 | Treppenhaus des Gutshauses |              |                 |

### Lodmannshagen
| ID | Lage | Bezeichnung | Beschreibung | Bild |
| -- | ---- | ----------- | ------------ | ---- |
|    |      | Mühle       |              |      |

## Quelle
- Bericht über die Erstellung der Denkmallisten sowie über die Verwaltungspraxis bei der Benachrichtigung der Eigentümer und Gemeinden sowie über die Handhabung von Änderungswünschen (Stand: Juni 1997; PDF, 934 kB)